# Groupement professionnel national de l'informatique
 (juin 2020).
Créé en 1961, le Groupement professionnel national de l'informatique (GNPI) est une chambre syndicale de sociétés de services informatiques, Internet et multimédia. Ce syndicat professionnel des SSII regroupe des chefs d'entreprises de TPE et de PME en informatique sur tout le territoire français. Le GPNI est membre de la CGPME.
Le GPNI est aussi le fondateur de l'École professionnelle des sciences informatiques (EPSI), créée en 1961.

## Les missions du GPNI
Le GPNI vise à défendre, représenter et promouvoir les TPE et PME françaises en informatique auprès des pouvoirs de décision nationaux et régionaux.
Le GPNI informe et conseille ses adhérents sur tous les domaines intéressant les SSII : juridique, social, fiscal, convention collective, prévoyance, assurance…
Ses activités se concentrent sur les domaines suivants : 
- Problèmes juridiques, fiscaux et réglementaires,
- Protection,
- Concurrence,
- Marchés publics,
- Qualité.

## Les actions du GPNI
- Participation aux manifestations stratégiques,
- Promotion de l’image des SSII dans le cadre européen,
- Formation des futurs professionnels par l’EPSI,
- Réflexions, propositions sur l’évolution de la profession,elvin
- Journées d’études, Séminaires, Dîners-débats…

## Les services
Le GPNI offre de nombreux services directs à ses adhérents : 
- Assurance chômage des mandataires sociaux,
- Assistance juridique,
- Mise à disposition et l’intégration des stagiaires EPSI,
- Contrats-types,
- Assurance Responsabilité Civile,
- Dépôt des sources des programmes,
- Annuaire des adhérents,
- Opportunités d’affaires.

## Conseil d'Administration
- Président : Patrice Labbé
- Vice-président : Bernard Krepper
- Vice-président : Nicolas GROS
- Trésorier : Jacques Galan
- Administrateurs : Bruno Robine, Henri GURNAUD, Jean-François MAGNE,Carl Azoury, Kevin Chatti
- Président d'honneur : Lucien PICOT

- Secrétaire général : Albert COHEN